# サン・チェザーリオ・スル・パーナロ
サン・チェザーリオ・スル・パーナロ（伊: San Cesario sul Panaro）は、イタリア共和国エミリア＝ロマーニャ州モデナ県にある、人口約6,600人の基礎自治体（コムーネ）。

## 地理

### 位置・広がり
モーデナから 南東 13 km、ボローニャから西北西 34 km の距離にある。

#### 隣接コムーネ
隣接するコムーネは以下の通り。括弧内のBOはボローニャ県所属を示す。
- カステルフランコ・エミーリア
- モーデナ
- サヴィニャーノ・スル・パーナロ
- スピランベルト
- バルサモッジャ (BO)

### 気候分類・地震分類
サン・チェザーリオ・スル・パーナロにおけるイタリアの気候分類 (it) および度日は、zona E, 2287 GGである。
また、イタリアの地震リスク階級 (it) では、zona 3 (sismicità bassa) に分類される。

## 行政

### 分離集落
サン・チェザーリオ・スル・パーナロには、以下の分離集落（フラツィオーネ）がある。
- Altolà, Ponte Sant'Ambrogio, Sant'Anna, San Bernardino, San Gaetano